# NØRI
NØRI（ノリ、1998年9月21日 - ）は、日本の女子総合格闘家、プロレスラー。格闘家としてはPRAVAJRA（プラヴァージュラ）、プロレスラーとしてはLLPW-X所属。かつては「Team DATE」所属の法DATE（のりデイト）として活動していた。NORIとも表記される。

## 略歴
2005年
7月、6歳の時に格闘技を始めた。
2011年
12歳の時に「マハーラージャカルーリカ」というインド王族武術をバックボーンとするTeam DATEに入門。
2013年
14歳の時、立ち技格闘技デビュー、選手としての生活を始めた。
2015年
11月22日、17歳の時、「DEEP JEWELS 10」でプロ総合格闘技デビュー。藤野恵美を相手に判定負けした。
2016年
6月5日、「DEEP JEWELS 12」でアミバを相手に初勝利を収めた。
7月2日、大韓民国の総合格闘技大会「ROAD FC 032」に出場し、中国の林何琴を相手に判定負けした。
11月2日、「DEEP JEWELS 14」で飯塚貴子を相手に1ラウンドTKO勝利。プロ総合格闘技総戦績2勝3敗となった。
2017年
3月26日、後楽園ホールで開催された『アイスリボンマーチ2017』に登場。2017年4月より女子プロレス団体アイスリボンに兼任所属し、プロレスデビューすることが発表された。なお、コーチであり団体代表の藤本つかさは同郷の宮城県出身である。4月1日、デビュー戦は「藤田あかね&法DATE vs トトロさつき&直DATE」と発表された。
4月18日に行われた記者会見では「（ルール的に）格闘技よりいろいろとできる」とプロレスの面白さについて語った。
4月24日、後楽園ホールでのプロレスデビュー戦では回し蹴りからのミドルキックで、トトロから3カウントを奪い勝利した。デビュー2戦目となる4月29日、埼玉・蕨大会では星ハム子のハムロールに敗北。
5月5日、ラジアントホール大会での8人タッグイリミネーションマッチでは、初めてTeam DATE4姉妹全員でタッグを組み試合出場。テキーラ沙弥にヨーガフラミンゴエルボーカフを決め、長崎まる子&テキーラ&松屋うの&トトロ組に勝利した。
11月23日の対長崎戦で負傷し、以後長期欠場が続く。
2019年
欠場中のまま、2月28日付でアイスリボンを退団したことが発表された。
その後も欠場が続くが、パンクラスの9月28日の新木場STUDIO COAST大会にて「女子ストロー級 暫定王者決定4人トーナメント」への出場が発表され、1年10ヶ月ぶりの復帰戦となるはずだったが、前日計量で規定体重を3.2キロもオーバーし、その後の再計量でも許容体重及びキャッチウェイトの範囲内にも収まらなかったため失格となり、試合は中止となった。
2021年
5月30日、ライカを3-0の判定で下し、パンクラス初勝利。
6月27日付で「Team DATE」を退団。
7月12日、DARANI（DARANI DATE改め）、KAREN（華蓮DATE改め）らとともに立ち上げた新チーム「PRAVAJRA」への移籍と新リングネーム「NØRI」への改名を発表し、同時にTwitterとInstagramのアカウントを開設した。
10月17日、改名後初戦の「PANCRASE 324」では端貴代と女子フライ級暫定王座を争ったが、5分5R判定負け。
2022年
7月18日、PANCRASE 328で栗山葵と対戦するも1-1のドローとなった。
11月23日、約6年ぶりのDEEP JEWELS参戦となったDEEP JEWELS 39でミッコ・ニルバーナと対戦し、2-1の判定勝ちを収めた。
2023年
4月30日、PANCRASE 333のフライ級クイーン・オブ・パンクラスタイトルマッチで王者の端貴代と再戦し、0-3の判定負けを喫し王座獲得に失敗した。
9月10日、DEEP JEWELS 42でこれがデビュー戦となる齊藤百湖と対戦、2Rに相手がグラウンド状態で顔面に膝蹴りを入れる反則を犯し、それによる減点が効いて2-1の判定勝ちを収める。
9月20日、LLPW-Xに所属することを発表し、11月21日の井上貴子デビュー35周年記念イベントでプロレス復帰することになった。
2024年
- 7月13日、両国国技館で行われた「MARIGOLD SUMMER DESTINY 2024」で神取忍、井上貴子と組んで高橋奈七永＆桜井麻衣＆石川奈青組と対戦し、NØRIが石川をエアースーリヤでフォールした[27]。
- 8月19日、マリーゴールドのシングルリーグ戦「DREAM*STAR GP2024」への出場が発表された[28]。
- 8月31日に開幕した「DREAM*STAR GP2024」では「DREAMリーグ」にエントリーし、途中までは無敗でトップを走っていたが、9月23日に林下詩美、最終戦の9月28日にはビクトリア弓月に敗れ、3勝2敗2分けの勝ち点8で終えた。

## 人物
- 藤本つかさから「軟体動物」と呼ばれるほどに体が柔らかい[29]。キャメルクラッチや逆エビ固めで搾り上げられても、本人はピースサインをするほど余裕。
- プロレスデビュー時は4姉妹の中で唯一の茶髪。

## 戦績

### プロ総合格闘技
| 総合格闘技 戦績 | 総合格闘技 戦績 | 総合格闘技 戦績 | 総合格闘技 戦績 | 総合格闘技 戦績 | 総合格闘技 戦績 | 総合格闘技 戦績 |
| --------------- | --------------- | --------------- | --------------- | --------------- | --------------- | --------------- |
| 14 試合         | (T)KO           | 一本            | 判定            | その他          | 引き分け        | 無効試合        |
| 6 勝            | 2               | 0               | 4               | 0               | 1               | 0               |
| 7 敗            | 0               | 1               | 6               | 0               | 1               | 0               |

| 勝敗 | 開催年月日 | 対戦相手                   | 大会名                                       | 勝負の方法                     | 場所                                     | 備考       | 備考 2                     |
| ---- | ---------- | -------------------------- | -------------------------------------------- | ------------------------------ | ---------------------------------------- | ---------- | -------------------------- |
| ×    | 2024.3.31  | 渡邉史佳                   | PANCRASE 341                                 | 5X3R, 判定0-3                  | 立川ステージガーデン, 東京               | フライ級   | 試合の様子                 |
| ○    | 2023.9.10  | 齊藤百湖                   | DEEP JEWELS 42                               | 5X2R, 判定2-1                  | 竹芝ニューピアホール, 東京               | フライ級   |                            |
| ×    | 2023.4.30  | 端貴代                     | PANCRASE 333                                 | 5X5R, 判定0-3                  | 立川ステージガーデン, 東京               | フライ級   | 女子フライ級タイトルマッチ |
| ○    | 2022.11.23 | ミッコ・ニルバーナ         | DEEP JEWELS 39                               | 5X2R, 判定2-1                  | 竹芝ニューピアホール, 東京               | フライ級   |                            |
| △    | 2022.7.18  | 栗山葵                     | PANCRASE 328                                 | 5X3R, 判定1-1                  | ベルサール高田馬場, 東京                 | フライ級   |                            |
| ×    | 2021.10.17 | 端貴代                     | PANCRASE 324                                 | 5X5R, 判定0-3                  | STUDIO COAST, 東京                       | フライ級   | 女子フライ級暫定王者決定戦 |
| ○    | 2021.05.30 | ライカ                     | PANCRASE 321                                 | 5X3R, 判定3-0                  | STUDIO COAST, 東京                       | フライ級   |                            |
| ×    | 2019.12.08 | 鈴木万李弥                 | PANCRASE 311                                 | 3X3R, 判定1-2                  | STUDIO COAST, 東京                       | フライ級   |                            |
| ○    | 2016.11.03 | BB TAKA                    | DEEP JEWELS 14                               | 5X2R, 1R 0:48 TKO (パウンド)   | 新宿FACE, 東京                           | -54 kg     |                            |
| ×    | 2016.07.02 | 林何琴                     | Road FC 032                                  | 5X2R, 判定 (0-3)               | 国際会議コンベンションセンタ, 湖南, 中国 | -56 kg     | 試合の映像                 |
| ○    | 2016.06.05 | アミバ                     | DEEP JEWELS 12                               | 5X3R, 判定 (3-0)               | 新宿FACE, 東京                           | -54 kg     |                            |
| ×    | 2016.03.05 | 魅津希                     | DEEP JEWELS 11                               | 5X2R, 1R 3:12 腕ひしぎ十字固め | 新宿FACE, 東京                           | ストロー級 |                            |
| ×    | 2015.11.22 | 藤野恵実                   | DEEP JEWELS 10                               | 5X2R, 判定 (0-3)               | 新宿FACE, 東京                           | ストロー級 |                            |
| ○    | 2015.09.13 | ファンキーモンキーシマダー | T-REX Chapter1 Bonustrack 〜Road To JEWELS〜 | 3X2R, 1R 1:58 TKO (パウンド)   | 立川コロッセオ, 東京                     | ストロー級 |                            |

### アマチュアグラップリング
| 勝敗 | 開催年月日 | 対戦相手   | 大会名            | 勝負の方法       | 場所               | 備考        | 備考 2 |
| ---- | ---------- | ---------- | ----------------- | ---------------- | ------------------ | ----------- | ------ |
| △    | 2015.02.22 | 奈部由香里 | ZST CHALLENGE 137 | 3X2R, 判定 (3-0) | ディファ有明, 東京 | -58 kg 契約 |        |

### プロキックボクシング
| キックボクシング 戦績 | キックボクシング 戦績 | キックボクシング 戦績 | キックボクシング 戦績 | キックボクシング 戦績 | キックボクシング 戦績 | キックボクシング 戦績 |
| --------------------- | --------------------- | --------------------- | --------------------- | --------------------- | --------------------- | --------------------- |
| 8 試合                | (T)KO                 | 判定                  | その他                | 引き分け              | 無効試合              |                       |
| 6 勝                  | 0                     | 6                     | 0                     | 0                     | 0                     |                       |
| 2 敗                  | 0                     | 2                     | 0                     | 0                     | 0                     |                       |

| 勝敗 | 開催年月日 | 対戦相手   | 大会名                                           | 勝負の方法       | 場所               | 備考          | 備考 2     |
| ---- | ---------- | ---------- | ------------------------------------------------ | ---------------- | ------------------ | ------------- | ---------- |
| ○    | 2015.10.10 | 瑠璃       | J-NETWORK J-FIGHT&J-GIRLS 2015 5th               | 3X3R, 判定 (3-0) | 新宿FACE, 東京     | -54.5 kg 契約 |            |
| ○    | 2015.06.28 | 佐々木蝶里 | Muay Thai Open 31                                | 2X3R, 判定 (3-0) | 新宿FACE, 東京     | -53 kg 契約   | 試合の映像 |
| ×    | 2015.06.21 | 高橋藍     | Shoot Boxing 2015 SB 30th Anniversary: Act 3     | 3X3R, 判定 (0-3) | 後楽園ホール       | -54.5 kg 契約 |            |
| ○    | 2015.05.24 | 和乃       | Female Festival 2015: 〜J-Girls x Shoot Boxing〜 | 3X3R, 判定 (3-0) | 新宿FACE, 東京     |               |            |
| ○    | 2014.10.12 | 伊織       | Bigbang the future 其のXII                       | 2X3R, 判定 (3-0) | 新宿FACE, 東京     |               |            |
| ×    | 2014.9.20  | 未奈       | シュートボクシング「SHOOT BOXING 2014 act.4」    | 3X3R, 判定 (0-2) | 後楽園ホール, 東京 |               |            |
| ○    | 2014.04.13 | 和乃       | J-NETWORK J-FIGHT & J-GIRLS 2014 2nd             | 2X3R, 判定 (3-0) | 新宿FACE, 東京     |               |            |
| ○    | 2014.02.02 | ルミナ・K  | Muay Thai Open 26                                | 2X3R, 判定 (2-1) | 新宿FACE, 東京     | -52 kg 契約   |            |

※ アマチュア
| 勝敗 | 開催年月日 | 対戦相手 | 大会名                                         | 勝負の方法       | 場所           | 備考   | 備考 2     |
| ---- | ---------- | -------- | ---------------------------------------------- | ---------------- | -------------- | ------ | ---------- |
| ○    | 2013.11.03 | 後藤麻木 | 第8回 J-NETWORKアマチュア全日本選手権 - 秋の陣 | 2X1R, 判定 (3-0) | ゴールドジム   | -54 kg |            |
| ○    | 2013.11.03 | 室永真央 | 第8回 J-NETWORKアマチュア全日本選手権 - 秋の陣 | 2X1R, 判定 (3-0) | ゴールドジム   | -54 kg | 試合の映像 |
| ○    | 2013.09.01 | 灰山由乃 | J-NETWORK J-FIGHT in SHINJUKU vol.32           | 1X2R, 1R 0:44 KO | 新宿FACE, 東京 | -57 kg |            |
| ○    | 2013.06.23 | 牛玖珠美 | J-NETWORK J-FIGHT & J-GIRLS 2013 2nd           | 1X2R, 判定 (3-0) | 新宿FACE, 東京 | -54 kg |            |

## 入場テーマ曲
- 「ネヴァー・イナフ」（ローレン・オルレッド／映画「グレイテスト・ショーマン」より） ※MMA参戦時
- 「私が言う前に抱きしめなきゃね」（Juice=Juice） ※プロレス参戦時

## 出演

### バラエティ番組
- TeamDATE Road to ICERIBBON vol.4（2017年4月28日）
- TeamDATE Road to ICERIBBON vol.3（2017年4月22日）
- TeamDATE Road to ICERIBBON vol.2（2017年4月15日、ニコ生）
- TeamDATE Road to ICERIBBON vol.1（2017年4月12日、ニコ生）
- スポ1TV〜directed by SUW〜（2016年12月16日）
- FUJIYAMA FIGHT CLUB（2016年7月1日、CX）
- 世界の怖い夜（2016年1月25日、TBS）

### 映画
- バカリズムTHE MOVIE
- 無花果の花 - 松田静 役
- ソロモンの偽証 <前篇・事件> (2015.3)
- ソロモンの偽証 <後篇・裁判> (2015.4)

### ラジオ
- ラジオですいません（2016年4月3日、レインボータウン FM）